# فستالية نهرية
فستالية نهرية (الاسم العلمي:Vestalis amnicola)  هي نوع من الحشرات يتبع جنس الفستالية من الفصيلة الرعاشية                             .	